# Îles Wollaston
Les îles Wollaston sont un archipel inhabité qui est situé à l'extrême sud du Chili, dans le Sud  de la Terre de Feu et au nord des îles L'Hermite et du cap Horn. Ces îles sont incluses dans le parc national Cabo de Hornos et administrativement rattachées à la commune de Cabo de Hornos, province de l'Antarctique chilien de la région de Magallanes et de l'Antarctique chilien.
Il semble que ces îles aient été nommées par le navigateur britannique Henry Foster entre 1829 et 1831 en l'honneur du savant britannique William Hyde Wollaston (1766-1828). Le nom amérindien des îles était Yachkusín que l'on peut traduire par « lieu des îles ».

## Géographie
Le groupe d'îles comprend :
- île Wollaston, l'île principale et centrale ;
- île Freycinet, au sud-est ;
- île Bayly, au nord-est ;
- île Grevy, au nord-ouest ;
- plusieurs îlots dont Doedalus, del Cabo, Surgidero, Otter, Otaries, Middle…

Ces îles sont situées juste au nord des îles L'Hermite, desquelles il est difficile de les distinguer en raison de leur proximité. Les deux archipels sont séparés par le canal Franklin. Au nord, les îles Wollaston sont séparées de la grande île Navarino par la baie Nassau.

Archipel des îles Wollaston et L'Hermite.
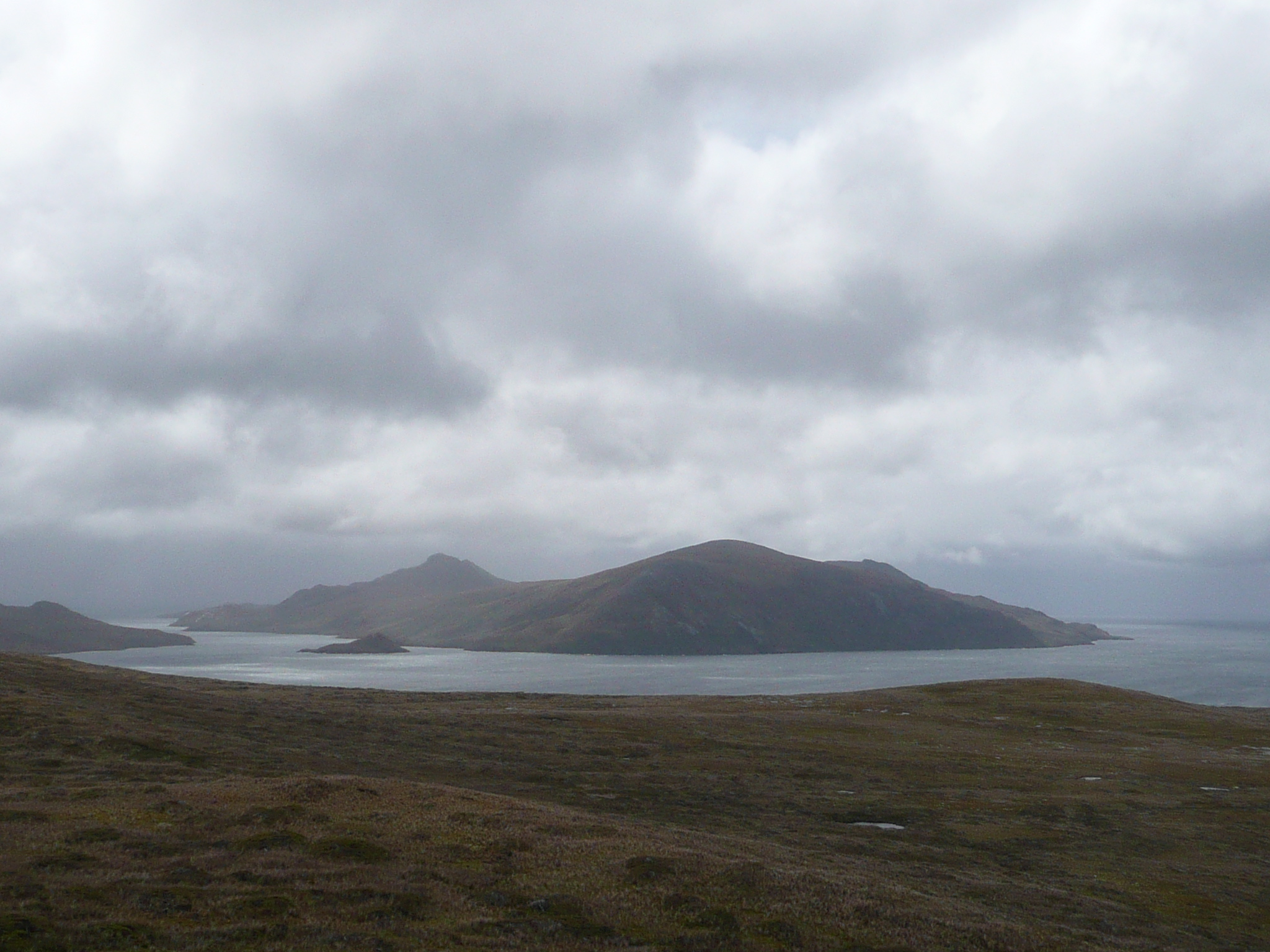
Vue de l'île Freycinet prise de l'île Herschel.